# 1123 Shapleya
1123 Shapleya là một tiểu hành tinh vành đai chính có quỹ đạo quanh Mặt trời. Nó hoàn thành một chu kỳ quay quanh Mặt Trời là 3 năm. Nó được phát hiện bởi Grigory Nikolaevich Neujmin ngày 21 tháng 9 năm 1928. Nó được đặt theo tên Harlow Shapley, the nhà thiên văn học Hoa Kỳ và giám đốc thuộc đài thiên văn Harvard.